# Стальова Воля
Стальо̀ва Во̀ля (на полски: Stalowa Wola) е град в Югоизточна Полша, Подкарпатско войводство. Административен център е на Стальововолски окръг. Обособен е в градска община с площ 82,52 км2.

## География
Градът се намира в историческия регион Малополша. Разположен е близо до левия бряг на река Сан в географския макрорегион Сандомежка котловина.

## История
Градът е основан през 1938 г. в землището на село Плаво по инициатива на Еугениуш Квятковски тогавашен вицепремиер и министър на хазната на Полша. Името му означава „стоманена воля".
В периода 1945 – 1975 година градът е част от Жешовското войводство а в годините 1975 – 1998 е в територията на Тарнобжегското войводство.

## Население
Според данни от полската Централна статистическа служба, към 1 януари 2014 г. населението на града възлиза на 63 692 души. Гъстотата е 772 души/км2.
Демография:
- 1946 – 5086 души
- 1960 – 22 932 души
- 1970 – 30 100 души
- 1978 – 50 100 души
- 1988 – 67 932 души
- 1993 – 72 019 души
- 2002 – 67 397 души
- 2009 – 65 394 души

## Спорт
Градът е дом на футболния клуб Стал (Стальова Воля).

## Градове партньори
- Снина, Словакия
- Евергем, Белгия

## Фотогалерия
- Църква „Св. Богородица“
- Регионалният музей
- Градски дом на културата